# خليج الداخلة
خليج الداخلة هو خليج في المحيط الأطلسي يتكون من شبه الجزيرة حيث تقع مدينة الداخلة، في المغرب.

## الجغرافيا
في إطار الإدارة الإقليمية المغربية، يعد خليج الداخلة جزءًا من إقليم وادي الذهب الذي يحده من الجنوب إقليم أوسرد، في جهة الداخلة وادي الذهب.
يُغطي مساحة تقارب 400 كلومتر2، وتمتد على 37 كلومتر. يحدها من البر الرئيسي الطريق الوطنية رقم 1.

## حماية الموقع
صُنّف خليج الداخلة على المستوى الوطني كموقع ذو أهمية بيولوجية وبيئية (SIBE) وأيضًا على المستوى الدولي كمنطقة مهمة للحفاظ على الطيور (ZICO) ومنذ عام 2005، كأرض رطبة كبيرة (موقع رامسار)

## البنية التحتية البحرية
تم بناء ميناءين خلف رصيف في خليج الداخلة:
- الأقدم، والذي يعود تاريخه إلى عصر الصحراء الأسبانية، تستخدمه البحرية الملكية في الوقت الحاضر[5]؛
- الأحدث (ميناء الداخلة نفسه[5]، قيد التشغيل منذ ديسمبر 2001[5]، على بعد حوالي 5 كلم جنوب الميناء السابق،[4] مخصص أساسًا للصيد البحري أو الساحلي بالإضافة إلى الصيد التجاري ومجهز بمنطقة صناعية حوالي 300 هكتار.[4]

## معرض الصور

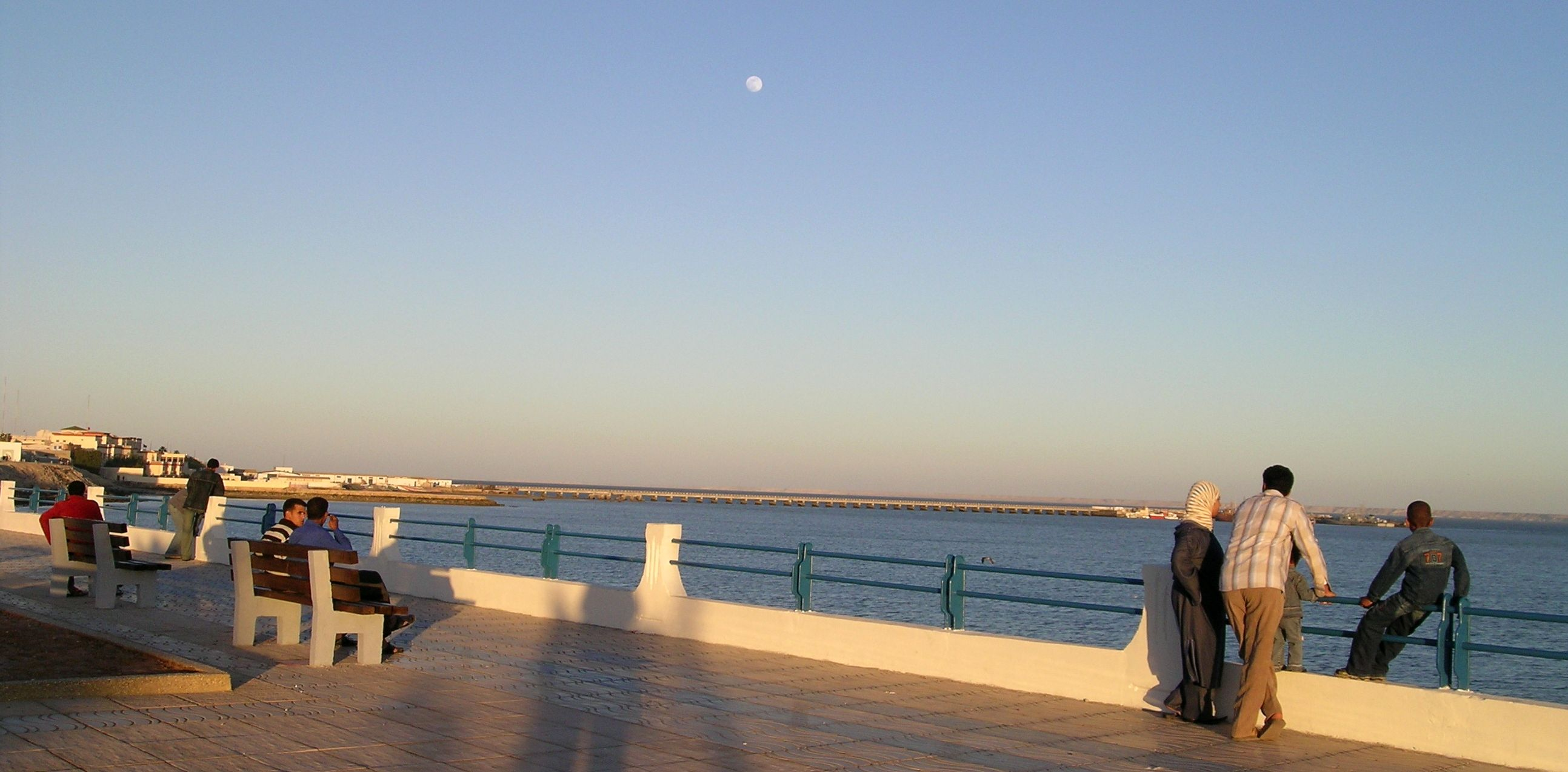
منظر من الداخلة
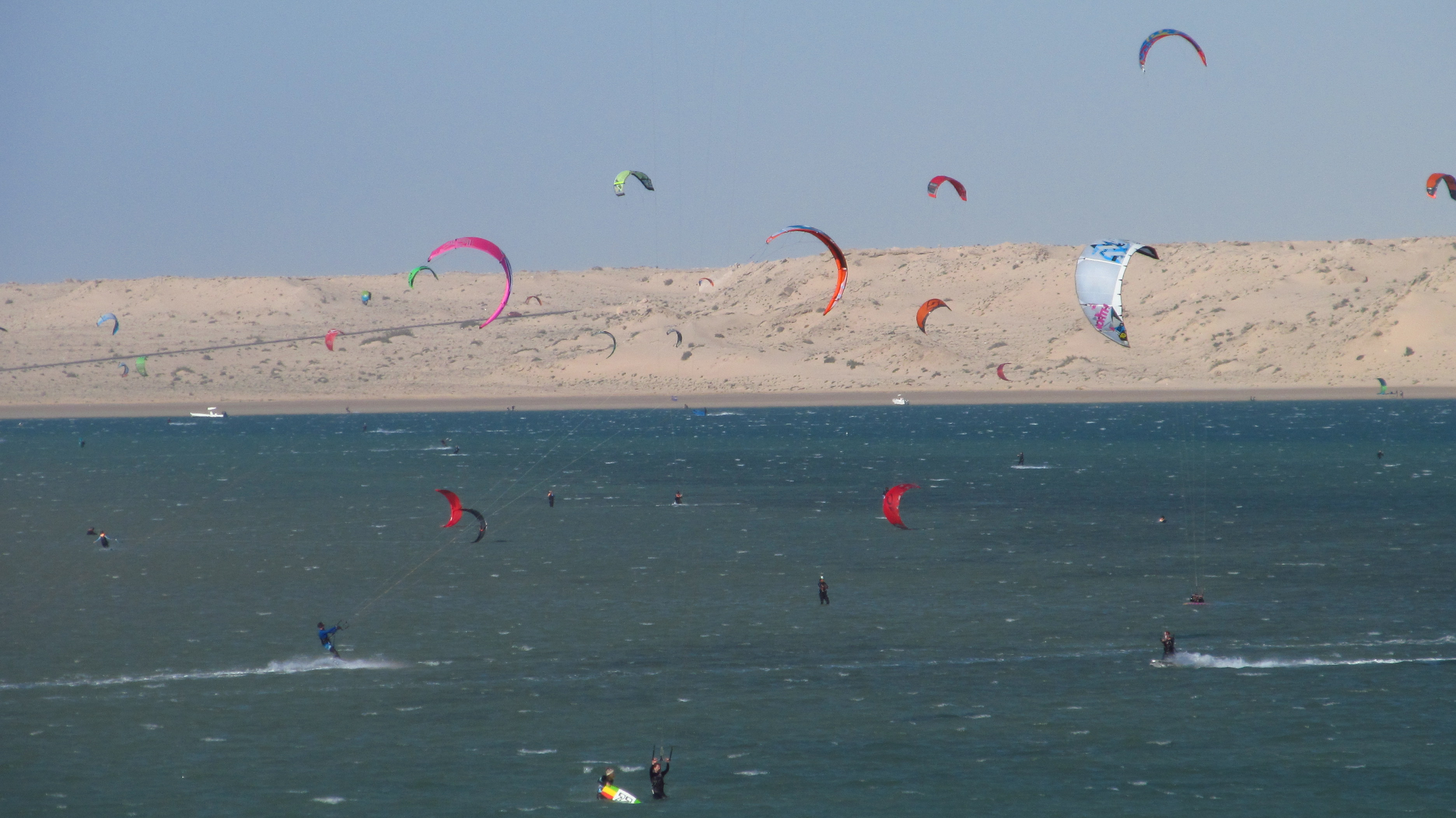
التزلج الشراعي في الداخلة